# Arroyohondo
Arroyohondo – miasto w Kolumbii, w departamencie Bolívar.